# Vassilis Kapsambelis
Vassilis Kapsambelis est un psychiatre et psychanalyste grec.

## Biographie
Né à Chypre, il effectue ses études secondaires et médicales à Athènes, où il devient médecin en 1980. Il poursuit des études de  psychiatrie à l'université Paris V puis exerce en France où il est psychiatre praticien hospitalier au Centre hospitalier universitaire Amiens-Picardie (1994). Il s'oriente vers la psychanalyse, et devient membre de la Société psychanalytique de Paris. Il dirige l’Association de santé mentale du 13e arrondissement de Paris (ASM13). Il publie de nombreux livres, articles et participe à des conférences. 
Il est l'un des psychiatres psychanalystes qui réfléchissent à la question de la médication des psychotropes, entre autres du point de vue de la relation médecin-patient (transfert - contre-transfert) et aux questions touchant l'institution psychiatrique dans ses dynamiques intrinsèques.

## Publications

### Ouvrages
- L'Inconscient freudien, Paris, PUF, 2010, coll. « Monographies et débats de psychanalyse ».
- L'Angoisse, Paris, PUF, coll. « Que sais-je ? »  (ISBN 2130590195).
- Termes psychiatriques français d'origine grecque, Paris, Masson, 1997.
- avec D. Ginestet, Thérapeutique médicamenteuse des troubles psychiatriques de l'adulte, Paris, Flammarion, 1996.
- Les médicaments du narcissisme. Métapsychologie des neuroleptiques, Paris, Les Empêcheurs de penser en rond, 1994.
- Le Besoin d'asile des lieux pour les psychoses, Paris, Doin, 2011, coll. « Polémiques »  (ISBN 2704013136).

### Articles et chapitres
- L'opposition inhibition - déficit dans la schizophrénie. Éléments pour une discussion historique, épistémologique, clinique , Revue française de psychanalyse, 2009/2, vol.73, 349-367
- L'eau du bain et le bébé. Sur la conception lacanienne des psychoses,   L'Évolution psychiatrique, 2008/4, vol.73, 595-606
- La dissociation et ses histoires,  Psychanalyse et psychose 2008/8, 15-39
- La séduction de réalité et le traitement des schizophrènes, Psychanalyse et psychose, n°9 : 31-52, 2008
- Les fonctionnements psychotiques : une psychopathologie psychanalytique,  Psychologie clinique et projective, 13 : 9-33, 2007
- Le “délirer” en tant qu'activité psychique, Psychanalyse et psychose, 2006/6, 153-168
- L'hallucination est-elle une excitation externe ?, Revue française de psychanalyse, 69, 137-157, 2005/1
- Projections privées, projections publiques. Contenus, objectifs et lieux de délocalisation psychique dans les états psychotiques, L'Évolution psychiatrique, vol.70 : 93-109, 2005/1
- La haine de l'infantile. Expressions cliniques non névrotiques dans la pratique psychiatrique d'aujourd'hui, Psychiatrie française, no  spécial : 19-36, 2003
- La thérapeutique psychiatrique et la pensée psychanalytique, Psychothérapies, 23 (3) : 157-167., 2003
- Formulations psychanalytiques des effets des neuroleptiques, Revue française de psychanalyse, vol.66, 447-464, 2002/2
- L'opposition entre “structure” et “travail psychique” en psychopathologie, L'Évolution psychiatrique, 2000, no 65
- Les Institutions psychiatriques : une approche à partir de la théorie de la libido, in Yannick François et Bernard Touati (dir.) Psychanalystes en pédopsychiatrie. Vitalité, diversités, difficultés, face aux nouvelles contraintes, Paris, In Press, coll. « L'enfant, la psychiatrie, le psychanalyste »  (ISBN 9782848352008)
- (coll.) Manuel de psychiatrie clinique et psychopathologique,  Paris, PUF, 2012, coll. « Quadrige Manuels »  (ISBN 2130572103).